# パナエフスク
パナエフスク (ロシア語: Панаевск)とは、ロシア連邦ヤマロ・ネネツ自治管区ヤマル地区パナエフスク農村居住区域にある村。人口は2,433人（2017年）。